# Regio corpo truppe coloniali della Libia
Il Regio Corpo Truppe Coloniali della Libia è stato un corpo coloniale del Regio Esercito italiano.

## Storia
Dopo la guerra italo-turca e la conquista della Libia nel 1912, l'Africa settentrionale italiana venne divisa in due colonie distinte con due distinti corpi militari: il Regio corpo truppe coloniali della Tripolitania e quello della Cirenaica.
Il Corpo fu costituito nel settembre 1935, al comando del generale di brigata Ugo Gigliarelli Fiumi, in conseguenza dell'unificazione delle colonie Tripolitania italiana e Cirenaica italiana.
Dipendente dal Governatore generale della Libia italiana.
Dal 1938 la Libia divenne parte integrante del territorio metropolitano italiano ed il corpo venne ridenominato Regio corpo truppe libiche.

## Filmografia
- Lo squadrone bianco (film 1936)